# Liste der Baudenkmäler in Jenesien
Die Liste der Baudenkmäler in Jenesien (italienisch San Genesio) enthält die 25 als Baudenkmäler ausgewiesenen Objekte auf dem Gebiet der Gemeinde Jenesien in Südtirol.
Basis ist das im Internet einsehbare offizielle Verzeichnis der Baudenkmäler in Südtirol. Dabei kann es sich beispielsweise um Sakralbauten, Wohnhäuser, Bauernhöfe und Adelsansitze handeln. Die Reihenfolge in dieser Liste orientiert sich an der Bezeichnung, alternativ ist sie auch nach der Adresse oder dem Datum der Unterschutzstellung sortierbar.

## Liste
| Foto |                 | Bezeichnung                                                          | Standort                     | Eintragung                   | Beschreibung | Metadaten                                           |
| ---- | --------------- | -------------------------------------------------------------------- | ---------------------------- | ---------------------------- | --- | --------------------------------------------------- |
| ja   | Datei hochladen | Alt-Gossmann ID: 15125                                               | 46° 30′ 32″ N, 11° 17′ 11″ O | 17. Dez. 1979 (BLR-LAB 8636) | Ländliches Wohnhaus/Bauernhof                                                                                               | KG: Jenesien Bauparzelle: 358                       |
| BW   | Datei hochladen | Armenhaus ID: 50662                                                  | 46° 32′ 6″ N, 11° 19′ 54″ O  | 18. Feb. 2025 (BLR-LAB 126)  | südlicher Kernbau aus dem ausgehenden Barock zwischen 1790 und 1810, nördlicher Erweiterungsbau aus dem späten Klassizismus | KG: Jenesien Bauparzelle: 5                         |
| BW   | Datei hochladen | Feigl in Goldegg ID: 15114                                           | 46° 32′ 23″ N, 11° 21′ 38″ O | 28. Feb. 1983 (BLR-LAB 1049) | Ländliches Wohnhaus/Bauernhof                                                                                               | KG: Jenesien Bauparzelle: 118                       |
| ja   | Datei hochladen | Furggler mit Kapelle in Glaning ID: 15121                            | 46° 31′ 35″ N, 11° 17′ 50″ O | 28. Feb. 1983 (BLR-LAB 1049) | Ländliches Wohnhaus/Bauernhof; die Kapelle befindet sich etwas südlich auf 46° 31′ 32,3″ N, 11° 17′ 51,7″ O                 | KG: Jenesien Bauparzelle: 340, 341                  |
| ja   | Datei hochladen | Greifenstein ID: 15124                                               | 46° 30′ 43″ N, 11° 17′ 30″ O | 24. Juli 1950 (MD)           | Burgruine | KG: Jenesien Bauparzelle: 357 Grundparzelle: 2667   |
| BW   | Datei hochladen | Mair in Goldegg ID: 15115                                            | 46° 32′ 19″ N, 11° 21′ 57″ O | 24. Juli 1950 (MD)           | Ländliches Wohnhaus/Bauernhof                                                                                               | KG: Jenesien Bauparzelle: 122/1                     |
| ja   | Datei hochladen | Pfarrkirche St. Genesius mit Friedhof und Kapelle ID: 15107          | 46° 32′ 6″ N, 11° 19′ 53″ O  | 28. Feb. 1983 (BLR-LAB 1049) | Kirche | KG: Jenesien Bauparzelle: 1, 596 Grundparzelle: 1   |
| ja   | Datei hochladen | Pfarrkirche St. Nikolaus mit Friedhof in Afing ID: 15119             | 46° 33′ 43″ N, 11° 21′ 34″ O | 28. Feb. 1983 (BLR-LAB 1049) | Kirche | KG: Jenesien Bauparzelle: 207 Grundparzelle: 1183   |
| ja   | Datei hochladen | Pfarrkirche St. Sebastian mit Friedhof ID: 15105                     | 46° 35′ 7″ N, 11° 17′ 47″ O  | 28. Feb. 1983 (BLR-LAB 1049) | Kirche | KG: Flaas Bauparzelle: 28 Grundparzelle: 302        |
| BW   | Datei hochladen | Pötzl in Afing ID: 15117                                             | 46° 33′ 57″ N, 11° 20′ 22″ O | 28. Feb. 1983 (BLR-LAB 1049) | Ländliches Wohnhaus/Bauernhof                                                                                               | KG: Jenesien Bauparzelle: 171                       |
| BW   | Datei hochladen | Raingütl ID: 15112                                                   | 46° 32′ 13″ N, 11° 19′ 38″ O | 28. Feb. 1983 (BLR-LAB 1049) | Ländliches Wohnhaus/Bauernhof                                                                                               | KG: Jenesien Bauparzelle: 70/1                      |
| BW   | Datei hochladen | Raitstain ID: 15118                                                  | 46° 33′ 51″ N, 11° 21′ 12″ O | 28. Feb. 1983 (BLR-LAB 1049) | Ländliches Wohnhaus/Bauernhof                                                                                               | KG: Jenesien Bauparzelle: 194, 195                  |
| ja   | Datei hochladen | Rathaus ID: 15108                                                    | 46° 32′ 5″ N, 11° 19′ 53″ O  | 28. Feb. 1983 (BLR-LAB 1049) | Ansitz | KG: Jenesien Bauparzelle: 3                         |
| ja   | Datei hochladen | Schmalz in Glaning ID: 15123                                         | 46° 30′ 57″ N, 11° 17′ 49″ O | 28. Feb. 1983 (BLR-LAB 1049) | Ländliches Wohnhaus/Bauernhof                                                                                               | KG: Jenesien Bauparzelle: 356/1                     |
| ja   | Datei hochladen | Schreiber ID: 15111                                                  | 46° 32′ 10″ N, 11° 19′ 42″ O | 28. Feb. 1983 (BLR-LAB 1049) | Ländliches Wohnhaus/Bauernhof                                                                                               | KG: Jenesien Bauparzelle: 68                        |
| ja   | Datei hochladen | Sommerfrischhaus Stöger mit Magdalenenkapelle in Kampidell ID: 15106 | 46° 36′ 8″ N, 11° 18′ 14″ O  | 28. Feb. 1983 (BLR-LAB 1049) | Ansitz | KG: Flaas Bauparzelle: 40, 41, 42, 43               |
| ja   | Datei hochladen | St. Cosmas und Damian ID: 15126                                      | 46° 30′ 32″ N, 11° 17′ 12″ O | 17. Dez. 1979 (BLR-LAB 8636) | Kirche | KG: Jenesien Bauparzelle: 359                       |
| ja   | Datei hochladen | St. Martin in Glaning ID: 15127                                      | 46° 30′ 41″ N, 11° 18′ 52″ O | 28. Feb. 1983 (BLR-LAB 1049) | Kirche | KG: Jenesien Bauparzelle: 373 Grundparzelle: 2749/2 |
| ja   | Datei hochladen | St. Valentin in Nobls ID: 15120                                      | 46° 32′ 34″ N, 11° 17′ 14″ O | 28. Feb. 1983 (BLR-LAB 1049) | Kirche | KG: Jenesien Bauparzelle: 318                       |
| ja   | Datei hochladen | Steifler mit Wohnturm ID: 15122                                      | 46° 31′ 46″ N, 11° 18′ 5″ O  | 28. Feb. 1983 (BLR-LAB 1049) | Ländliches Wohnhaus/Bauernhof                                                                                               | KG: Jenesien Bauparzelle: 343, 344                  |
| BW   | Datei hochladen | Unter-Trifaller ID: 15113                                            | 46° 32′ 31″ N, 11° 20′ 11″ O | 28. Feb. 1983 (BLR-LAB 1049) | Ländliches Wohnhaus/Bauernhof                                                                                               | KG: Jenesien Bauparzelle: 90                        |
| BW   | Datei hochladen | Weifner in Goldegg ID: 15116                                         | 46° 33′ 17″ N, 11° 21′ 35″ O | 28. Feb. 1983 (BLR-LAB 1049) | Ländliches Wohnhaus/Bauernhof                                                                                               | KG: Jenesien Bauparzelle: 138                       |
| ja   | Datei hochladen | Widum in Glaning ID: 50079                                           | 46° 30′ 42″ N, 11° 18′ 53″ O | 2. Juni 1998 (BLR-LAB 2367)  | Widum/Kanonikerhaus | KG: Jenesien Bauparzelle: 1216, 374                 |
| ja   | Datei hochladen | Wieterer ID: 15110                                                   | 46° 32′ 3″ N, 11° 19′ 51″ O  | 28. Feb. 1983 (BLR-LAB 1049) | Ländliches Wohnhaus/Bauernhof                                                                                               | KG: Jenesien Bauparzelle: 23                        |
| BW   | Datei hochladen | Zimmermann ID: 15109                                                 | 46° 31′ 59″ N, 11° 19′ 59″ O | 28. Feb. 1983 (BLR-LAB 1049) | Ländliches Wohnhaus/Bauernhof                                                                                               | KG: Jenesien Bauparzelle: 21                        |

Falls bei einem Baudenkmal keine Koordinaten bekannt sind, werden ersatzweise die Katasterdaten zum Zeitpunkt der Unterschutzstellung angegeben. Diese sind weder offiziell noch zwingend aktuell.
Die vom Landesdenkmalamt übernommenen Adressen können veraltet sein.
| Foto:   | Fotografie des Denkmals. Klicken des Fotos erzeugt eine vergrößerte Ansicht. Daneben finden sich zwei Symbole: |
| ID      | Identifikator beim Südtiroler Landesdenkmalamt                                                                 |
| KG      | Katastralgemeinde                                                                                              |
| MD      | Ministerialdekret                                                                                              |
| BLR-LAB | Beschluss der Landesregierung – Landesausschussbeschluss                                                       |